# Municipio de Rochester (Dakota del Norte)
El municipio de Rochester (en inglés: Rochester Township) es un municipio ubicado en el condado de Cass en el estado estadounidense de Dakota del Norte. En el año 2010 tenía una población de 53 habitantes y una densidad poblacional de 0,57 personas por km².

## Geografía
El municipio de Rochester se encuentra ubicado en las coordenadas 47°11′46″N 97°38′32″O / 47.19611, -97.64222. Según la Oficina del Censo de los Estados Unidos, el municipio tiene una superficie total de 93.39 km², de la cual 93,39 km² corresponden a tierra firme y (0 %) 0 km² es agua.

## Demografía
Según el censo de 2010, había 53 personas residiendo en el municipio de Rochester. La densidad de población era de 0,57 hab./km². De los 53 habitantes, el municipio de Rochester estaba compuesto por el 100 % blancos. Del total de la población el 0 % eran hispanos o latinos de cualquier raza.